# Norman Staunton Dike
Norman Staunton Dike (New York, 22 ottobre 1862 – New York, 15 aprile 1953) è stato un politico, avvocato, giudice della corte suprema dello Stato di New York dal 1920 al 1932 e sceriffo statunitense.